# Baracke Wilhelmine

Logo der Gedenkstätte

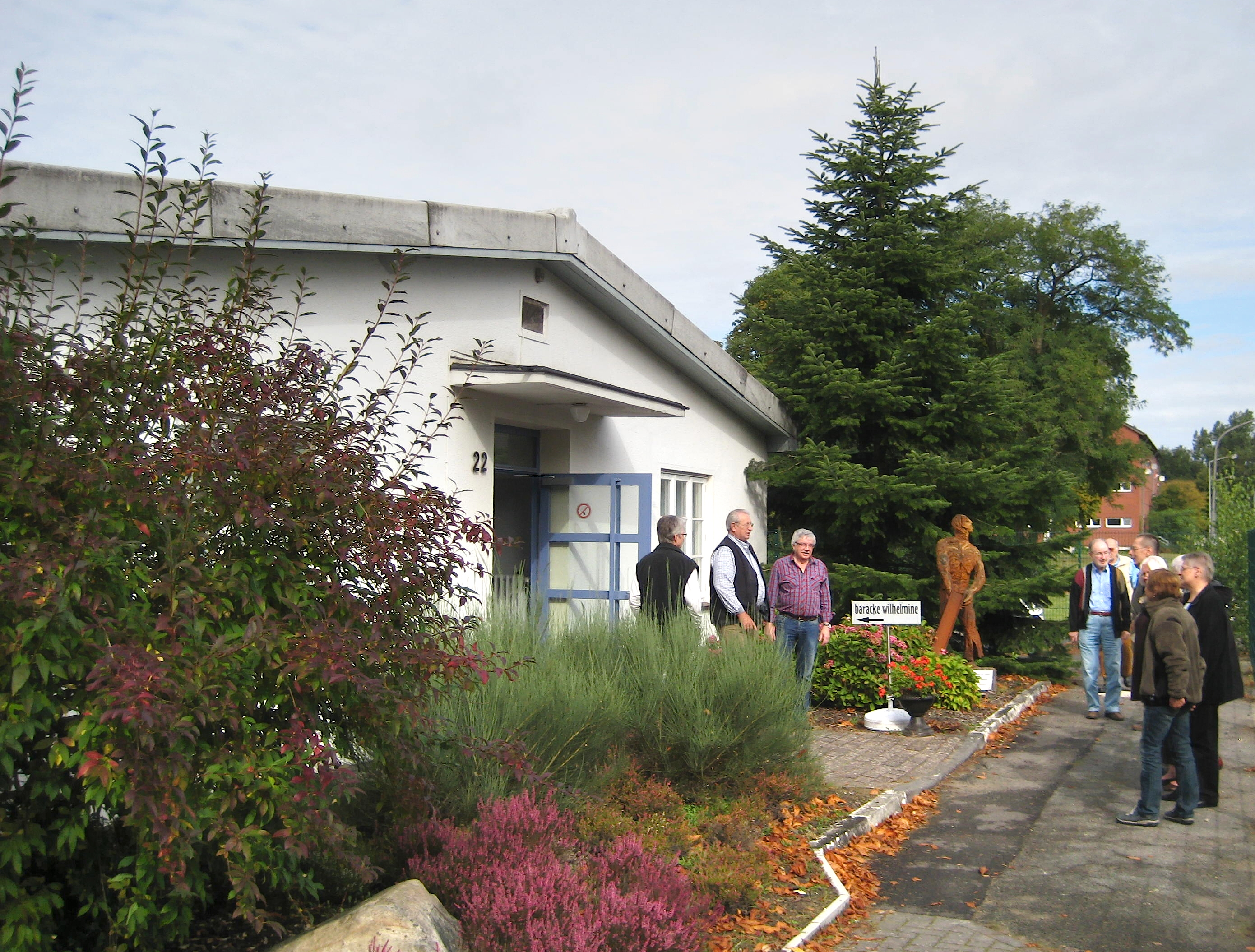
Eingangsbereich der Gedenkstätte (2012)

Der Dokumentations- und Lernort Baracke Wilhelmine (Eigenschreibweise ausschließlich klein: dokumentations- und lernort baracke wilhelmine; auch Gedenkstätte Baracke Wilhelmine bzw. kurz Baracke Wilhelmine genannt) ist eine museale Einrichtung in Schwanewede im niedersächsischen Landkreis Osterholz. Sie befindet sich in einem historischen Barackengebäude aus der Zeit des Nationalsozialismus und ist in der Schwaneweder Ortschaft Neuenkirchen auf dem Gelände eines ehemaligen NS-Arbeitslagers gelegen, nahe dem U-Boot-Bunker Valentin an der Unterweser.
Das 2007/2008 eröffnete und seitdem ständig weiter ausgebaute Ausstellungsprojekt dokumentiert die wechselvolle Geschichte des Geländes – als Arbeitslager, Marinehospital, Evangelisches Hospital Neuenkirchen und zuletzt Bundeswehrkaserne – von der NS-Zeit bis in die Gegenwart. Die Baracke Wilhelmine ist zugleich eine Gedenkstätte an die Zwangsarbeiter des NS-Arbeitslagers sowie die Opfer des KZ Farge bzw. des Baus des U-Boot-Bunkers Valentin in Bremen-Rekum. Ein gesonderter Ausstellungsbereich befasst sich mit dem Thema „Lebensborn“. Träger des Dokumentations- und Lernorts ist der Heimatverein Heimatfreunde Neuenkirchen e. V., der seinen Sitz in Schwanewede-Neuenkirchen hat.
Das Barackengebäude steht seit 2006 unter Denkmalschutz.

## Lage und Name
Die Gedenkstätte liegt in der Neuenkirchener Heide auf dem Gelände der 2004 aufgelösten Weser-Geest-Kaserne der Bundeswehr und des heutigen Gewerbeparks Weser-Geest, unmittelbar an der Zufahrtsstraße. Die Adresse lautet An der Kaserne 122.
Die Benennung der Baracke mit dem Vornamen „Wilhelmine“ geht auf die Zeit des Nationalsozialismus zurück. In alphabetischer Reihenfolge wurden den Baracken des Arbeitslagers weibliche Vornamen zugeordnet. So erhielt die 23. Baracke einen weiblichen Vornamen mit dem Anfangsbuchstaben „W“ (23. Stelle des lateinischen Alphabets).

## Geschichte
Der Raum Farge/Schwanewede war in der NS-Zeit von Marinerüstung und Zwangsarbeit bestimmt. Für den Bau von drei militärischen Großbauprojekten für die Kriegsmarine – zwei Großtanklager und der U-Boot-Bunker „Valentin“ – wurden Massen an Arbeitskräften und Personal benötigt; zeitweise waren hier bis zu 12.000 Menschen gleichzeitig beschäftigt. Das führte in der Region Rekum/Farge und Neuenkirchen/Schwanewede zu einer Ansammlung von insgesamt sieben Lagern. Während vor dem Zweiten Weltkrieg vor allem deutsche Arbeitskräfte aus entfernten Gebieten und im Ausland angeworbene Freiwillige unterzubringen waren, kamen nach Kriegsbeginn zunächst noch weitere ausländische Fremdarbeiter hinzu. Im Laufe des Krieges wurden dann auf den Großbaustellen hauptsächlich Zwangsverpflichtete eingesetzt, wie Gestapo-Häftlinge, Kriegsgefangene, Zwangsarbeiter und KZ-Häftlinge. Zu der so entstandenen „Lagerlandschaft“ gehörten unter anderem das Marinegemeinschaftslager II, das Arbeitserziehungslager Farge, das KZ Farge (ein Außenlager des KZ Neuengamme) sowie das Marinegemeinschaftslager I, in dem Soldaten der Marineersatzabteilung untergebracht waren.
Die Baracke Wilhelmine war Teil des Marinegemeinschaftslager II, das 1939 zum Bau des Kriegsmarine-Tanklagers Farge errichtet wurde und das unter anderem für die Unterbringung von Arbeitern der Organisation Todt und Personal der Marinebauabteilung diente. Das unterirdische verbunkerte Marinetanklager „Farge“, das sich tatsächlich jedoch auf dem Gebiet der damals noch selbstständigen Gemeinde Neuenkirchen befand, war für eine geplante Endkapazität von 1,7 Millionen Kubikmetern ausgelegt. Es sollte das WiFo-Tanklager Bremen-Farge ergänzen, das ab 1935 in der Rekumer Heide auf Rekumer Gemeindegebiet von der Wirtschaftlichen Forschungsgesellschaft (Wifo) errichtet wurde und bei dem es sich um ein unterirdisches verbunkertes Großtanklager mit einer Kapazität von ca. 300.000 Kubikmetern handelt. Das WiFo-Tanklager wurde ab 1941 schrittweise in Betrieb genommen und bis 1943 fertiggestellt; die Anlage wurde 2014 stillgelegt und wird seit 2015 zurückgebaut. Die Arbeiten an dem Marinetanklager wurden hingegen 1941 weitgehend eingestellt, als nach der deutschen Besetzung Frankreichs die Marine-Einheiten zu einem großen Teil an die französische Atlantikküste verlegt worden waren und deshalb kein dringender Bedarf mehr an dem zweiten Großtanklager bestand.
Eine Weiternutzung des Marinegemeinschaftslager II und damit auch der Baracke Wilhelmine erfolgte dann im Zuge des Baus des U-Boot-Bunkers Valentin, mit dessen Errichtung im Frühjahr 1943 in Rekum, das seit 1939 zusammen mit Farge und anderen ehemals Osterholzer Gemeinden zur Freien Hansestadt Bremen gehörte, begonnen wurde. Bei dem freistehenden Bunker handelte es sich um eine der weltweit größten Bunkerwerften, in der aus andernorts vorgefertigten Sektionen U-Boote des Typs XXI montiert werden sollten. In der Baracke Wilhelmine befand sich die Bauleitung für den U-Boot-Bunker, der infolge von Bombardierungen und des nahenden Kriegsendes jedoch nicht fertiggestellt wurde. Die Bauarbeiten wurden im März 1945 eingestellt.
Die Baracke Wilhelmine wurde zum Ende des Krieges zunächst als Marinelazarett belegt und später als Teil des Evangelischen Hospitals Neuenkirchen genutzt, bevor die Bundeswehr dann das Areal als Kaserne übernahm.

## Das Barackengebäude

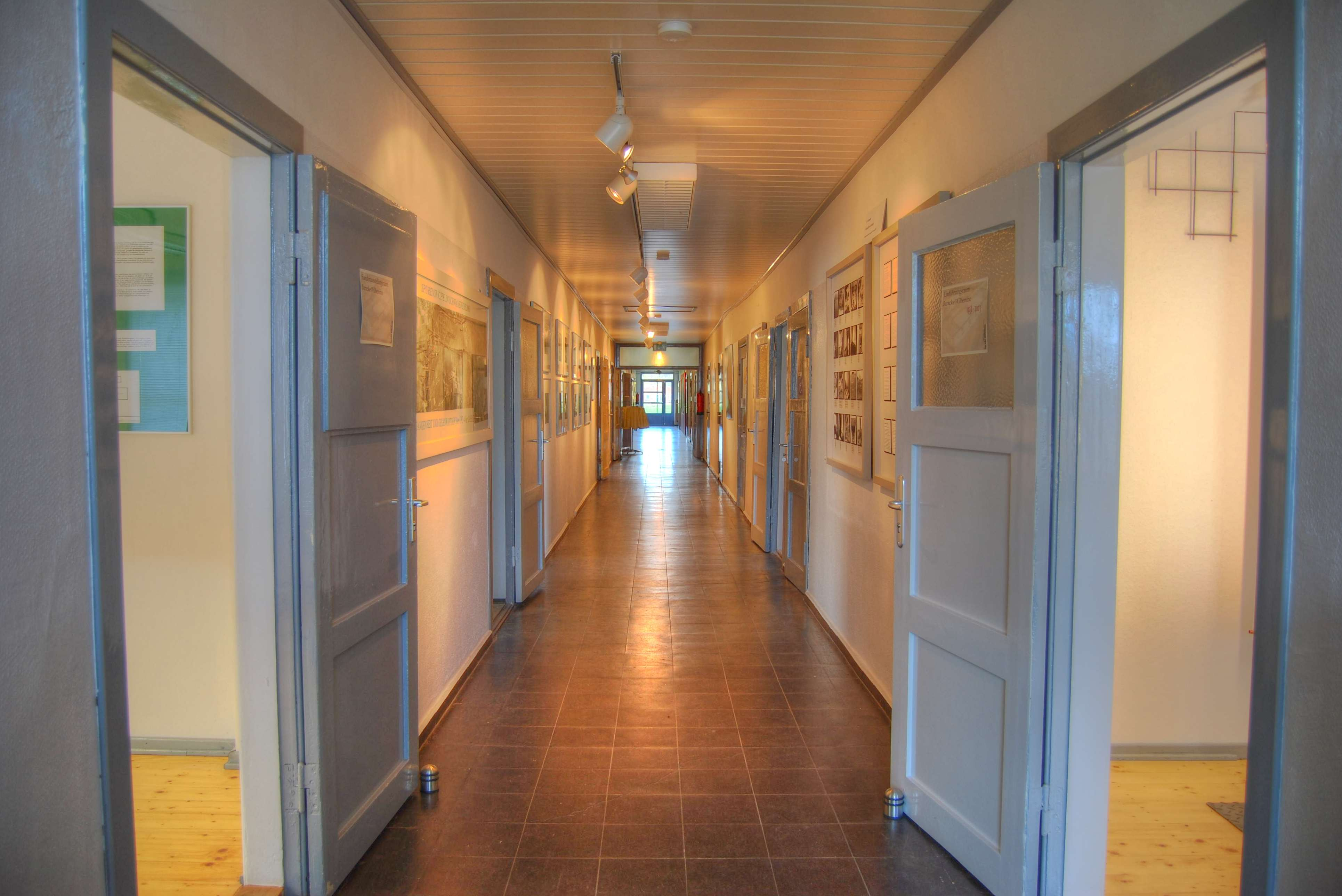
Flurbereich (vom Eingang her gesehen)

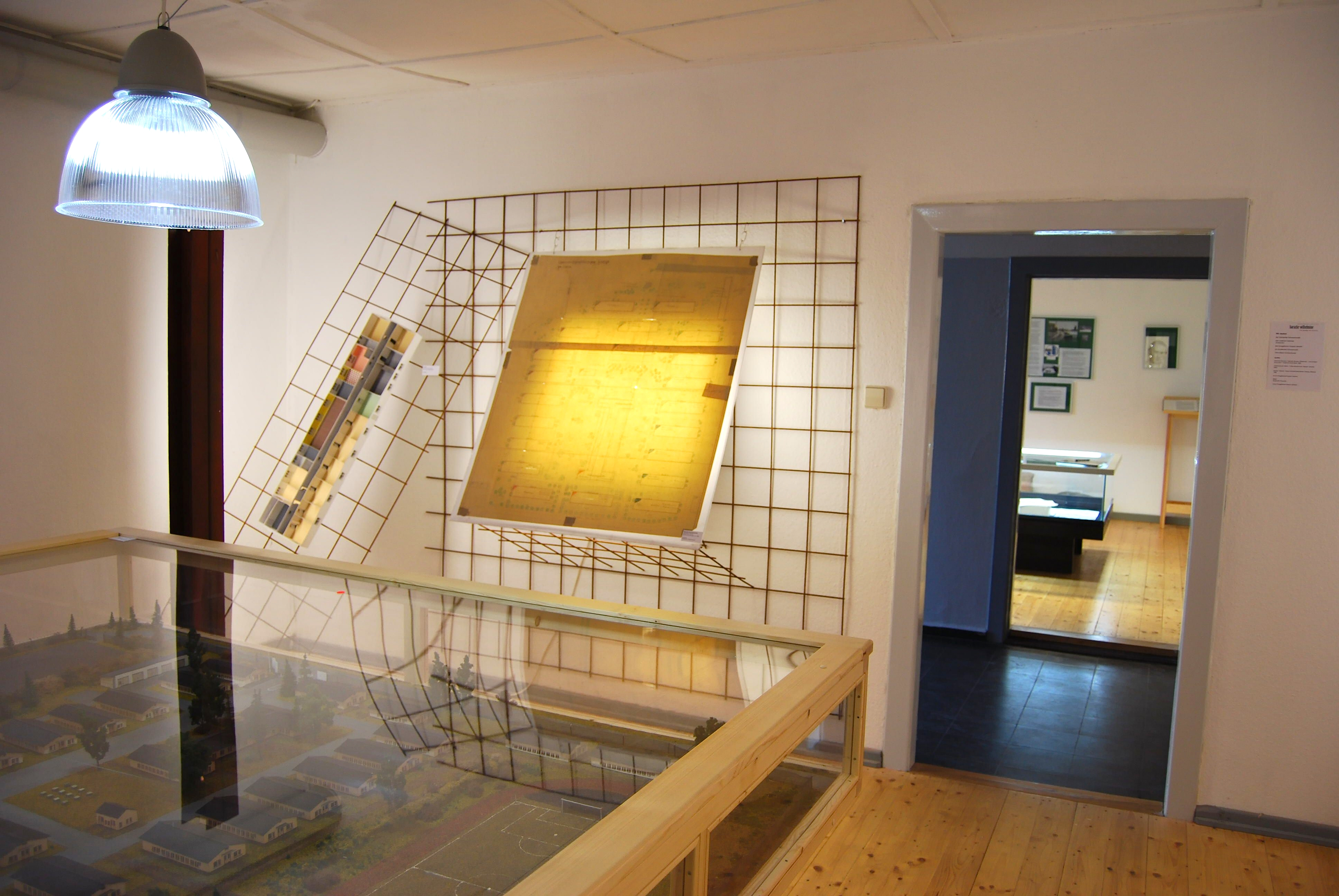
Einführungsraum mit Modell des ehemaligen Marinegemeinschaftslagers II

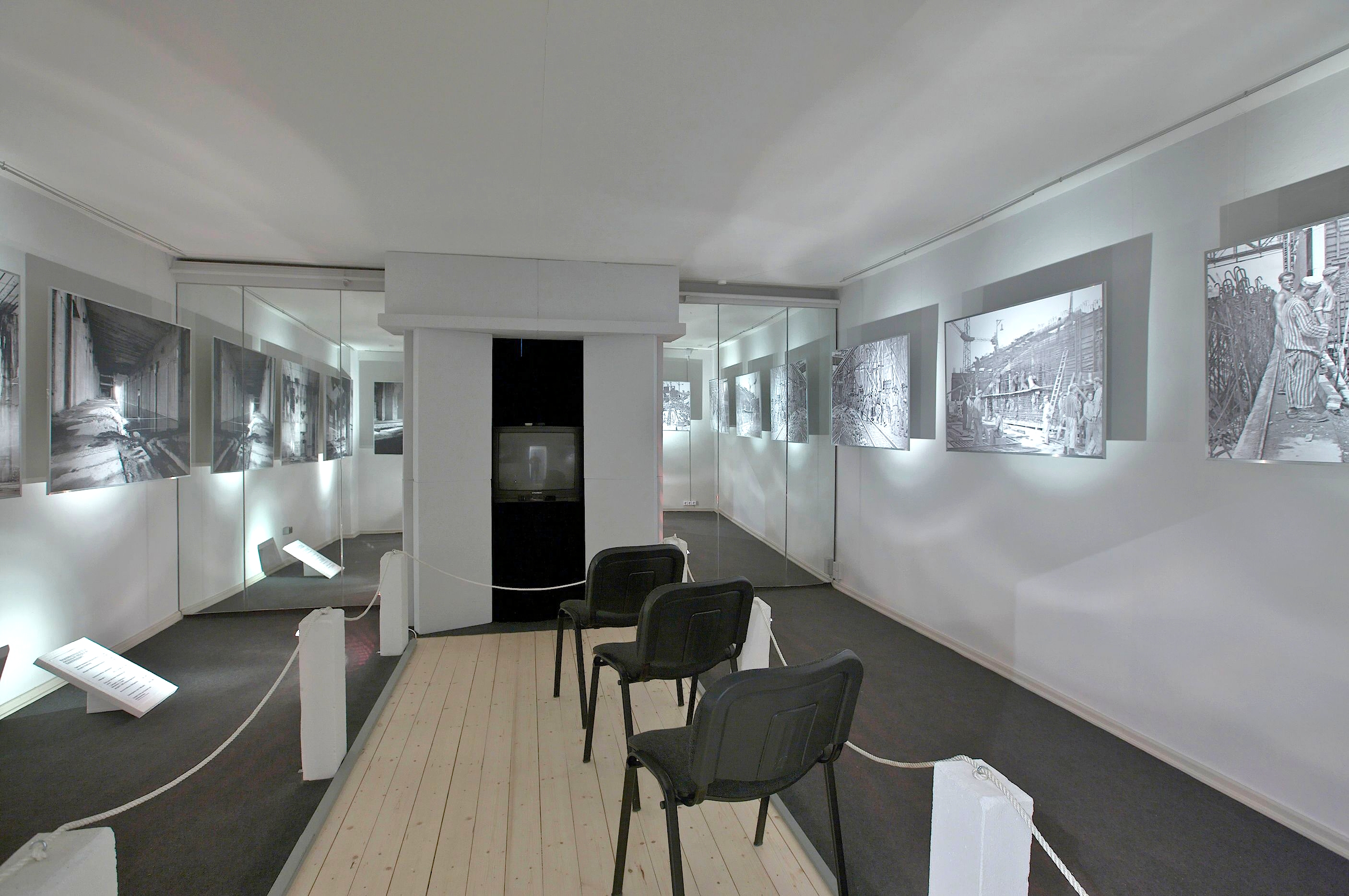
Raum „Bau des U-Boot-Bunkers Valentin“

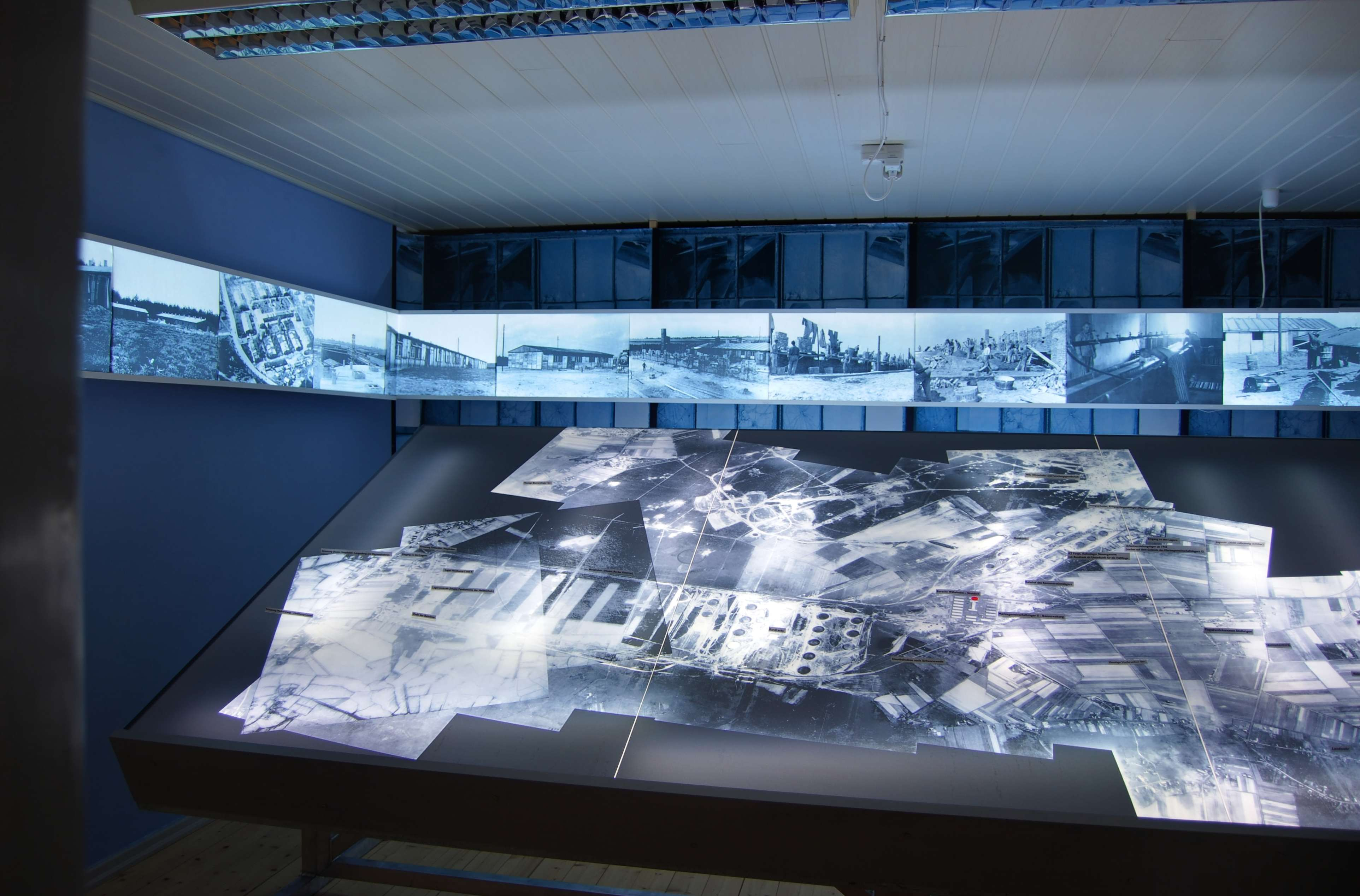
Raum „Lagerlandschaft“ mit großem Luftbild von 1945

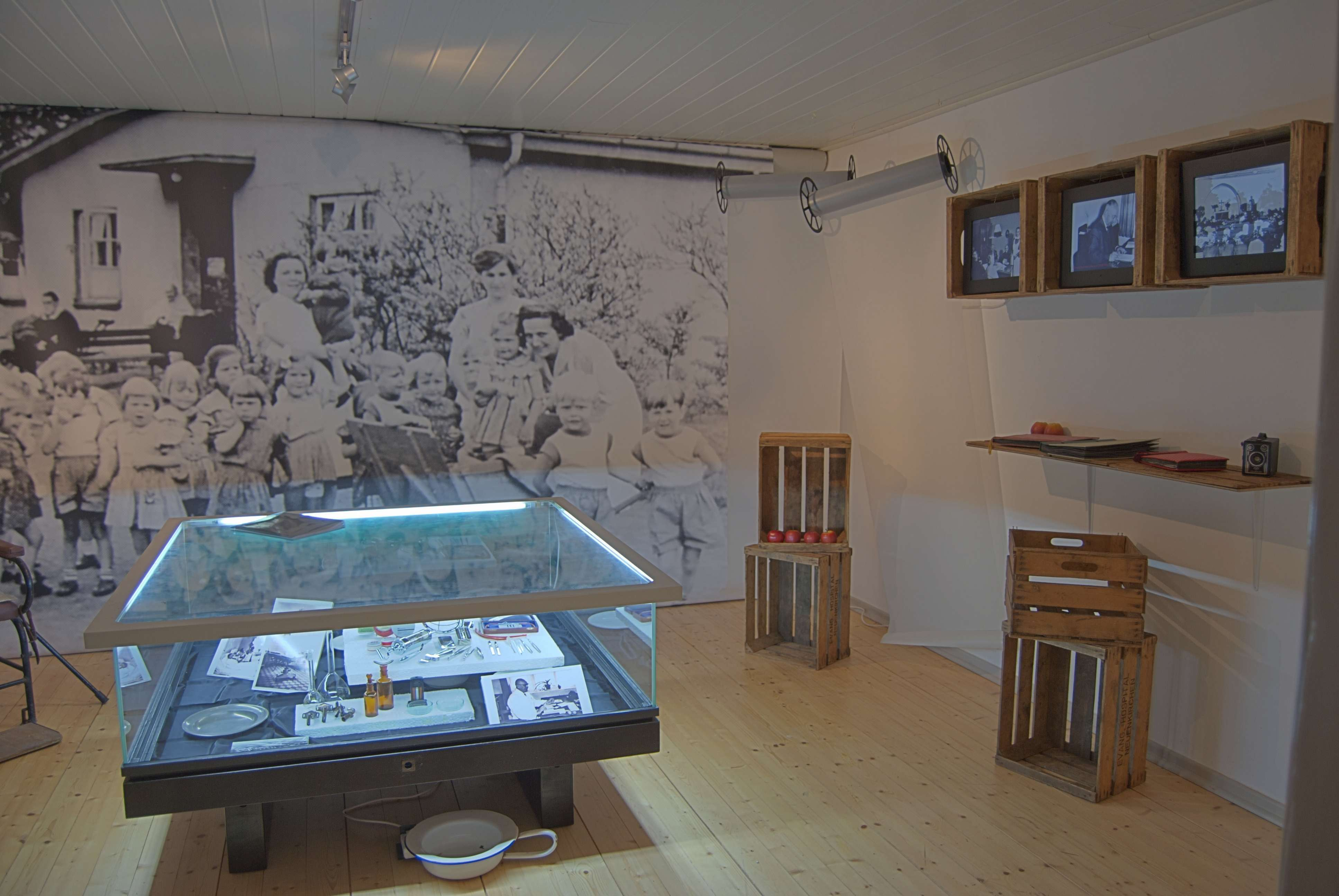
Raum „Evangelisches Hospital Neuenkirchen“

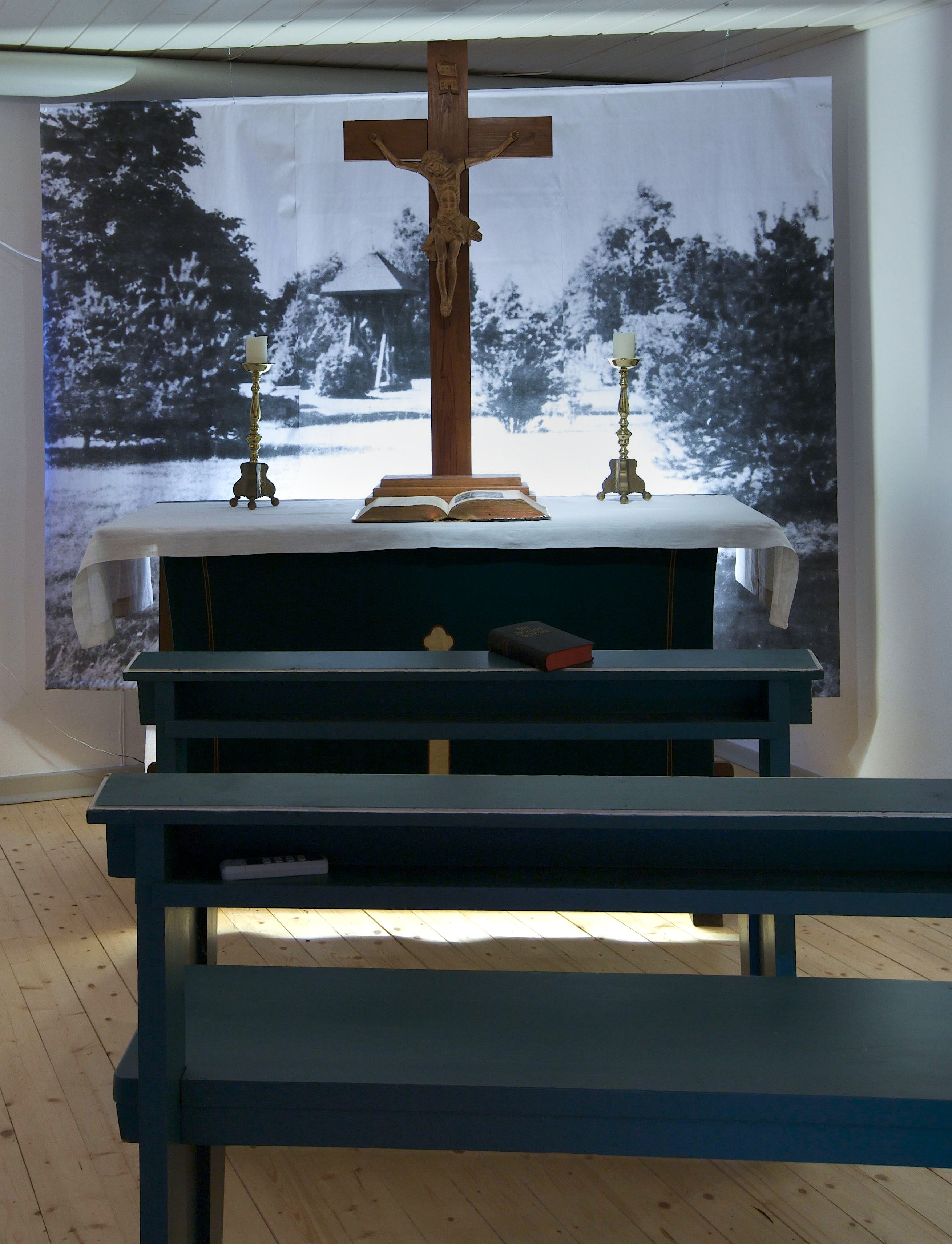
Gedenkraum (Altar und Bänke stammen aus der ehemaligen Hospitalkirche)

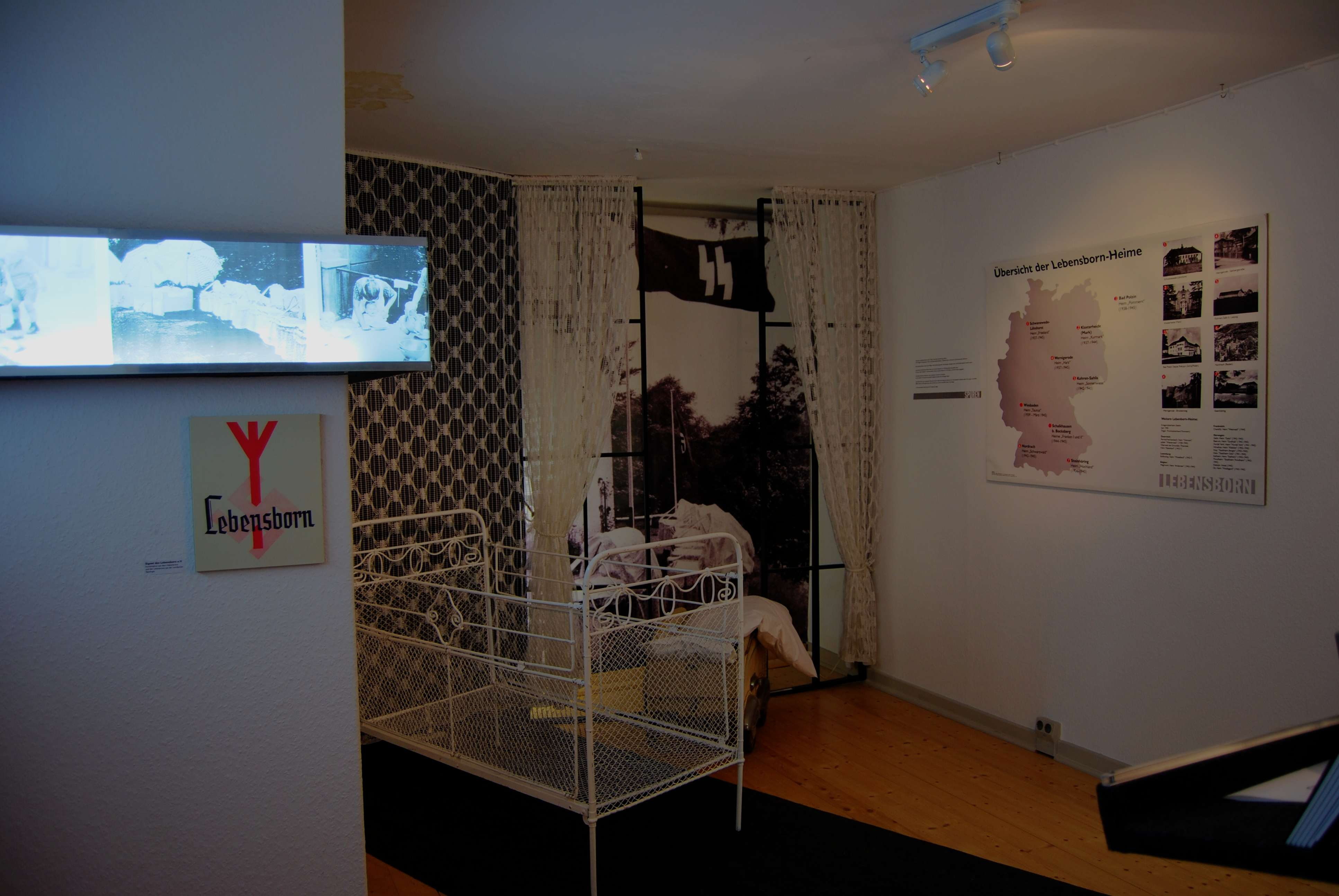
Teil des Ausstellungsbereichs zum Thema „Lebensborn“

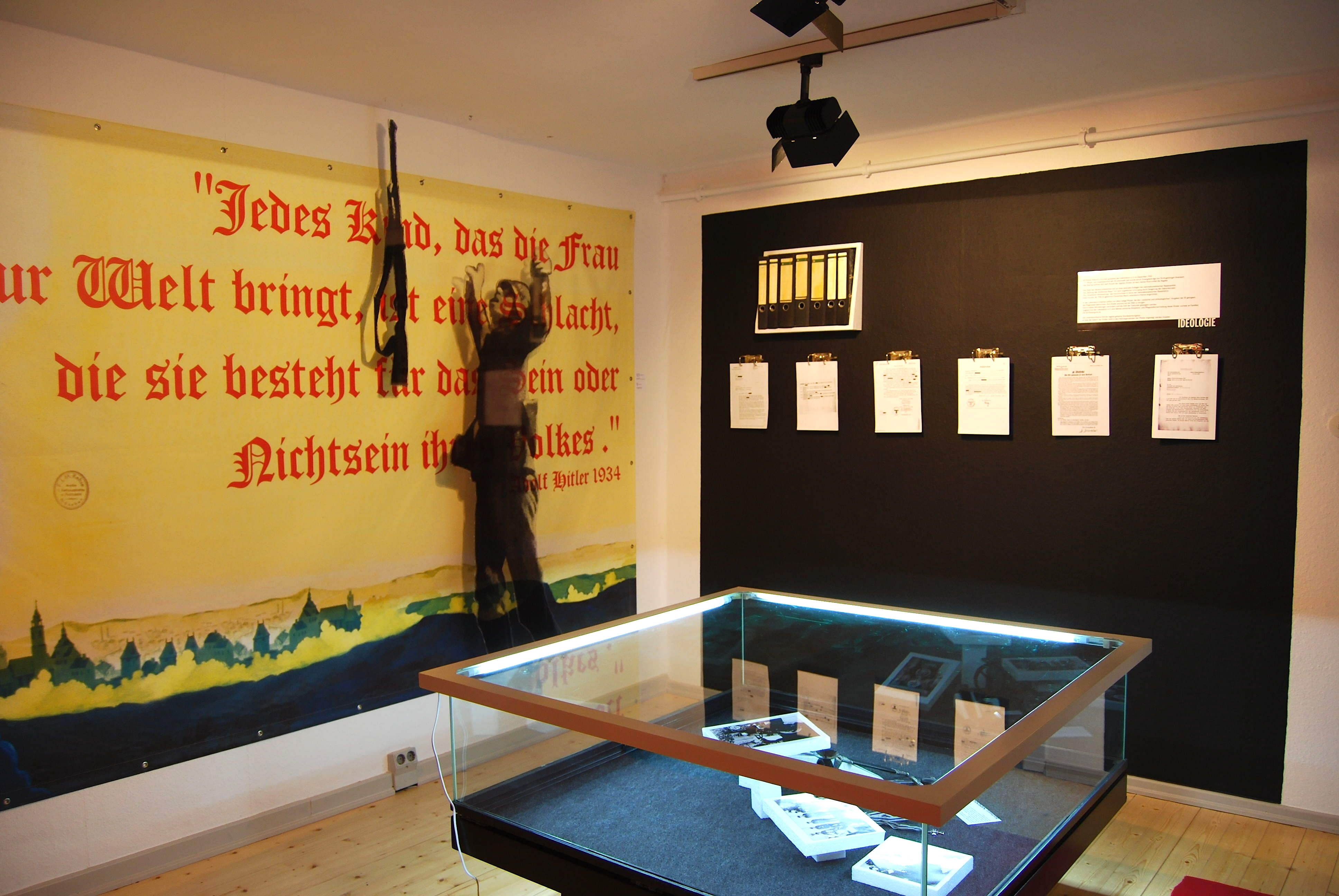
Dokumente und Exponate im „Lebensborn“-Ausstellungsbereich

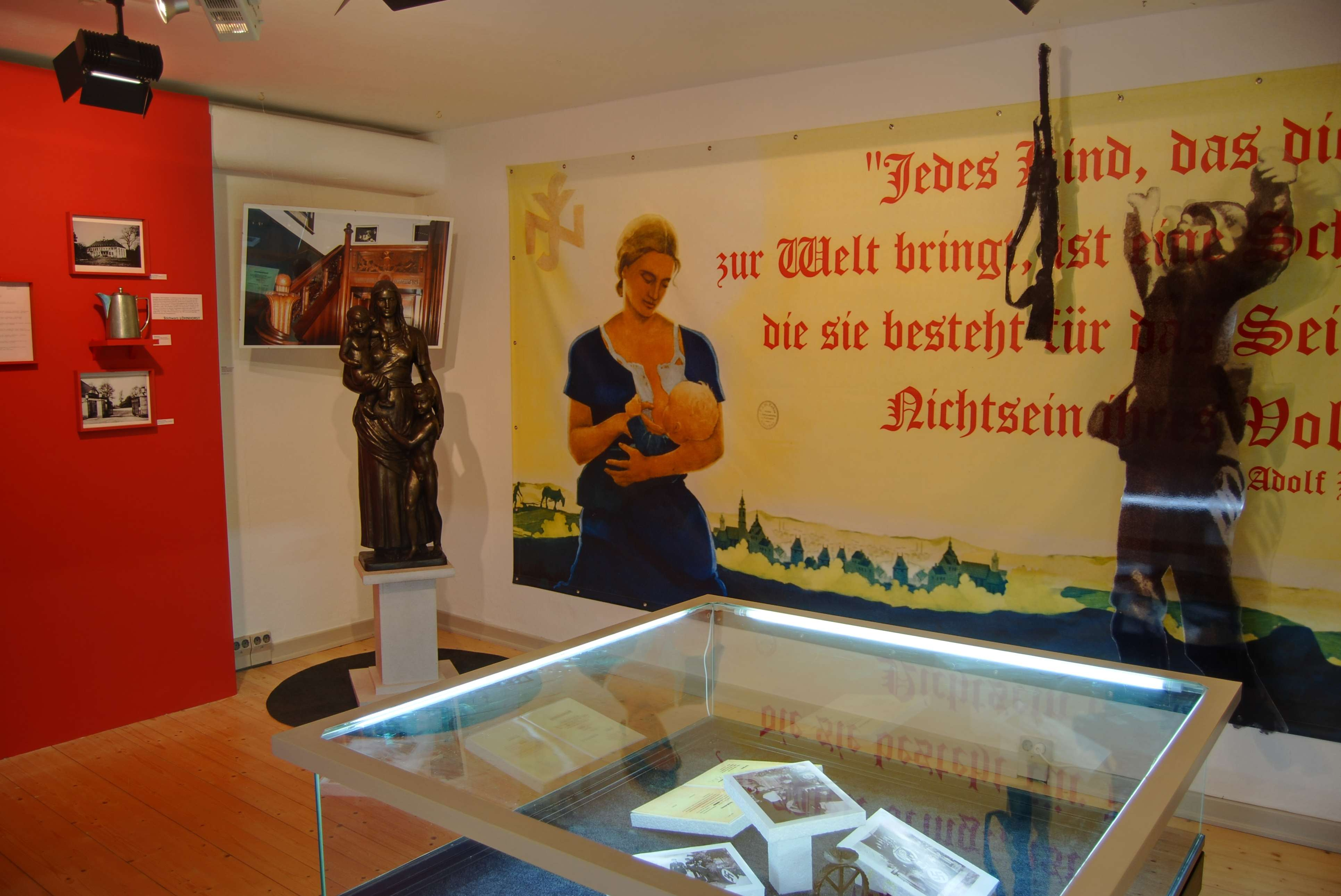
Mutter-Kind-Statue im „Lebensborn“-Ausstellungsbereich

Bei der 1939 errichteten Baracke Wilhelmine handelt es sich um eine massive Baracke. Das eingeschossige und nicht unterkellerte Gebäude besteht aus gemauerten und verputzten Außen- und Innenwänden mit einem flach geneigten Satteldach. Die Dachkonstruktion besteht aus Nagelbindern, das Dach ist mit Faserzementwellplatten gedeckt.
Das Barackengebäude wurde bis 2004 von der Bundeswehr genutzt und dann von der Gemeinde Schwanewede erworben, die das sanierungsbedürftige Gebäude dem Verein Heimatfreunde Neuenkirchen e. V., Sparte „Gedenkstättenarbeit“, für die Nutzung zur Verfügung stellte. Der Verein begann 2005 mit Renovierungsarbeiten im Innenbereich sowie mit einer schrittweisen Einrichtung des Dokumentations- und Lernortes und dem Aufbau von Ausstellungen.
Als eine von fünf noch erhaltenen Baracken des ehemaligen Marinegemeinschaftslagers II wurde die Baracke Wilhelmine gemeinsam mit der gegenüberliegenden Baracke im Jahr 2006 vom Landkreis Osterholz unter Denkmalschutz gestellt.
2009 wurden umfangreiche Sanierungs- und Modernisierungsmaßnahmen durchgeführt. Dabei wurde das Gebäude sowohl instand gesetzt als auch energetisch modernisiert, zudem wurde die Baracke in den äußerlichen Originalzustand versetzt. Unter anderem erhielt die Baracke ein neues Dach und die Fenster sowie Außentüren wurden denkmalgerecht erneuert. Die neuen Fenster wurden nach einem erhaltenen historischen Fenster als Holzfenster gemäß der ursprünglichen Sprossenaufteilung rekonstruiert und in der Baracke eingesetzt. Auch die Außen- bzw. Eingangstüren wurden nach historischem Vorbild nachgefertigt und eingebaut. Die Maßnahmen wurden mit EU-Mitteln aus dem LEADER-Budget der Kulturlandschaft Osterholz finanziell gefördert.

## Der Dokumentations- und Lernort

### Aufgaben
Der Dokumentations- und Lernort Baracke Wilhelmine dokumentiert die Geschichte der Nutzung des Geländes als Arbeitslager und durch die Marine in der NS-Zeit, als Hospital in der Nachkriegszeit sowie zuletzt als Bundeswehrkaserne in der Neuzeit. Eng damit verbunden ist die Geschichte der Arbeit von KZ-Häftlingen, Kriegsgefangenen und Zwangsarbeitern beim Bau des U-Boot-Bunkers Valentin. Außerdem befasst sich die Baracke Wilhelmine mit ehemaligen NS-Stätten im Kreisgebiet, insbesondere mit dem von der SS-Organisation Lebensborn e. V. betriebenen Lebensborn-Heim „Haus Friesland“ im nahegelegenen Herrenhaus Hohehorst auf Gut Hohehorst in Schwanewede-Löhnhorst sowie in diesem Zusammenhang auch allgemein mit dem ehemaligen „Lebensborn“ der SS.

### Raumangebot
Die Baracke Wilhelmine verfügt über rund 600 Quadratmeter Nutzfläche. Insgesamt stehen 11 Ausstellungsräume sowie ein Seminar- und Vortragsraum für bis zu 80 Personen und ein Arbeits- und Besprechungsraum mit bis zu 15 Plätzen und mit Bibliothek zur Verfügung. Zum weiteren Raumangebot gehören je ein Büro- und Archivraum, eine Küche, ein Garderobenraum mit Stuhllager sowie WC-Räume und weitere Nebenräume.
Der Seminar- und Vortragsraum ist mit moderner Medientechnik ausgestattet. Außerdem stehen ein recherchefähiger Internetarbeitsplatz mit Drucker und DSL-Anbindung sowie ein Kopierer mit Scanner zur Verfügung.

### Ausstellung
Nachdem 2006 und 2007 gemeinsam mit bzw. vom Kreisarchiv des Landkreises Osterholz erste Ausstellungen veranstaltet wurden, wie zum Tag des offenen Denkmals, wurden 2008 erste Teilbereiche der Dauerausstellung eröffnet sowie Führungen veranstaltet. Seither werden die verschiedenen Ausstellungsbereiche in der Baracke schrittweise erstellt bzw. weiter ausgebaut, wobei die Veränderungen und Erweiterungen vom Trägerverein als „Work in progress“ verstanden und für die Besucher sichtbar gemacht werden.
Die Gedenkstätte zeigt gegenwärtig (2012) in verschiedenen, thematisch abgegrenzten Ausstellungsbereichen die Geschichte der Nutzung des Barackengebäudes und des umgebenden Geländes durch
- das Marinegemeinschaftslager II (1938–1945)
- das Marinehospital Neuenkirchen (1945–1947)
- das Evangelische Hospital Neuenkirchen (1947–1962)
- und die Weser-Geest-Kaserne der Bundeswehr (1963–2004).

Das Ausstellungskonzept sowie Reihenfolge und Gestaltung der Ausstellungsräume folgen dem „Lebenslauf“ der Baracke. Die einzelnen Epochen werden dabei anhand von Originalexponaten, Modellen, speziellen Landkarten, Bauplänen und Luftbildaufnahmen, historischen Foto- und Filmaufnahmen sowie dokumentierten Zeitzeugenaussagen aufbereitet und dargestellt. Einen Schwerpunkt bilden dabei die Zwangsarbeit, die KZ-Häftlinge, Zwangsarbeiter und Kriegsgefangene während der NS-Zeit bei den drei militärischen Großbauvorhaben in der Region (WiFo-Tanklager Bremen-Farge, Kriegsmarinetanklager Farge und U-Boot-Bunker Valentin) leisten mussten, und die damit in Verbindung stehenden Lager in Schwanewede, Neuenkirchen, Farge und Blumenthal.
Außerdem werden ehemalige NS-Stätten im Landkreis Osterholz dokumentiert. Dazu gehört vor allem der gesonderte Ausstellungsbereich „Lebensborn – Ideologie, Alltag, Spuren“, der sich schwerpunktmäßig mit dem ehemaligen Lebensborn-Heim in Schwanewede-Löhnhorst befasst. Er entstand aus einer im Jahr 2008 gezeigten Sonderausstellung und ist bundesweit die erste sowie bislang einzige Dauerausstellung zum Thema „Lebensborn“.

### Sonderausstellungen
In Sonderausstellungen werden besondere Themen aus dem Aufgabenbereich der Gedenkstätte behandelt oder Wanderausstellungen gezeigt. Darüber hinaus zeigt und betreut die Baracke Wilhelmine entsprechende Ausstellungen in Kooperation mit anderen Institutionen auch an anderen Veranstaltungsorten im Bereich der Gemeinde Schwanewede bzw. des Landkreises Osterholz, wie im Rathaus Schwanewede oder im Kreishaus in Osterholz-Scharmbeck. Die erfolgreiche Sonderausstellung zum Thema „Lebensborn“ von 2008 wurde 2009 in eine Dauerausstellung umgewandelt und seither mehrmals ergänzt.
| Titel der Ausstellung | Zeitraum der Ausstellung | Ort der Ausstellung                                            |
| --- | ------------------------ | -------------------------------------------------------------- |
| „Lebensborn – Ideologie, Alltag, Spuren“ – Sonderausstellung (seit 2009 als Dauerausstellung) | 16.04.2008 – Ende 2008   | Baracke Wilhelmine                                             |
| „Der Lebensborn e. V.“ – Wanderausstellung des Kreisjugendrings (KJR) Ebersberg | 05.12.2009 – 17.01.2010  | Baracke Wilhelmine                                             |
| „Der Lebensborn e. V.“ – Wanderausstellung des KJR Ebersberg (in Kooperation mit dem Landkreis Osterholz) | 24.10.2011 – 30.11.2011  | Kreishaus, Osterholz-Scharmbeck                                |
| „Der Lebensborn e. V.“ – Wanderausstellung des KJR Ebersberg | 02.12.2011 – 18.01.2012  | Baracke Wilhelmine                                             |
| „Der Lebensborn e. V.“ – Wanderausstellung des KJR Ebersberg (in Kooperation mit der BGS; anlässlich einer Buchlesung) | 09.12.2011               | Begegnungsstätte (BGS), Schwanewede                            |
| „Der Lebensborn e. V.“ – Wanderausstellung des KJR Ebersberg (in Kooperation mit der Gemeinde Schwanewede) | 19.01.2012 – 15.02.2012  | Rathaus, Schwanewede                                           |
| „In Ricordo“ – Fotoausstellung von Yuri Materassi in Zusammenarbeit mit dem Dokumentations- und Lernort Baracke Wilhelmine; zum Gedenken an den ehemaligen italienischen Militärinternierten und Zwangsarbeiter Elio Materassi (1922–2011) (in Kooperation mit der Gemeinde Schwanewede) | 05.09.2013 – 11.10.2013  | Rathaus, Schwanewede                                           |
| „In Ricordo“ – Fotoausstellung von Yuri Materassi/Wanderausstellung des Dokumentations- und Lernorts Baracke Wilhelmine | 01.02.2014 – 25.02.2014  | DOKU Blumenthal, Bremen-Blumenthal (gleichzeitig Veranstalter) |

### Leitung
Leiterin des Dokumentations- und Lernorts ist Julia Schmengler, die als Spartenleiterin„Gedenkstättenarbeit“ beim Trägerverein Heimatfreunde Neuenkirchen fungiert. Zum ehrenamtlichen Leitungsteam der Gedenkstätte gehören u. a. auch Kai Meissner, Ronald Bartscherer und Ulrich Klein. Frühere Mitglieder: Harald Grote (langjähriger Leiter), Wilfried Blumentritt (Gestaltung, Konzeption) und der leider 2023 verstorbene Björn Herrmann (Media-Umsetzung, Konzeption).

## Veröffentlichungen
Die Gedenkstätte arbeitet seit Anfang der 2010er Jahre an der Herausgabe einer Reihe von Handreichungen für historisch Interessierte, die sich mit speziellen Einzelthemen des Dokumentations- und Ausstellungsprogramms befassen. Bislang erschienen folgende Ausgaben, die jeweils vom Dokumentations- und Lernort Baracke Wilhelmine herausgegeben und selbst verlegt wurden:
- Der lange Weg nach Farge. Die Odyssee des italienischen Militärinternierten Elio Materassi (= Handreichung für historisch Interessierte, Nr. 1). Schwanewede-Neuenkirchen, Dezember 2012 (Inhalt: Auszug aus der deutschen Übersetzung des Tagebuchs des italienischen Militärinternierten Elio Materassi (1922–2011), der nach der Kapitulation Italiens am 8. September 1943 nach Deutschland deportiert wurde, dort über mehrere Arbeitslager ins Lager Heidkamp in Schwanewede kam und von Oktober 1943 bis Mai 1945 beim Bau der U-Boot-Bunkerwerft Valentin in Rekum Zwangsarbeit leisten musste; mit Ergänzungen in Form von Begriffserläuterungen und Kurzinformationen zum historischen Hintergrund).
- Die Marinebahn Farge–Rekum–Neuenkirchen/Schwanewede (= Handreichung für historisch Interessierte, Nr. 2). Schwanewede-Neuenkirchen, Dezember 2012 (Verfasser: Peter-Michael Meiners; Inhalt: Historie der Marinebahn Farge–Schwanewede; mit Begriffserläuterungen und Hintergrundinformationen).
- Gräber im Lagerbereich der Bunkerbaustelle Valentin (= Handreichung für historisch Interessierte, Nr. 3). Schwanewede-Neuenkirchen, Dezember 2013 (Verfasser: Peter-Michael Meiners; Inhalt: Gräberstellen im ehemaligen Lagerbereich der U-Boot-Bunkerwerft Valentin und im niedersächsischen/bremischen Umland; mit Dokumenten, Abbildungen und Hintergrundinformationen).